# 学校法人常葉大学
学校法人常葉大学（がっこうほうじんとこはだいがく）は、日本の学校法人。常葉大学など諸学校の設置者である。静岡県内最大の学園である。

## 概要
静岡県に所在する学校法人である。1946年に地元の臨済宗龍雲寺出身の歴史学者、木宮泰彦が創立した。2017年4月1日に法人名を学校法人常葉学園から改称した。

## 法人本部
- 静岡県静岡市葵区瀬名一丁目22-1

## 設置している諸学校

### 大学
- 常葉大学・大学院（静岡県静岡市葵区）
  - 静岡瀬名キャンパス（静岡県静岡市葵区）
  - 静岡水落キャンパス（静岡県静岡市葵区）
  - 静岡草薙キャンパス（静岡県静岡市駿河区）
  - 浜松キャンパス（静岡県浜松市浜名区）※2013年浜松大学を統合
- 常葉大学短期大学部（静岡県静岡市葵区）

### 専門学校
- 常葉大学静岡リハビリテーション専門学校（静岡県静岡市葵区）※常葉大学健康科学部静岡理学療法学科に改組

### 高等学校
- 常葉大学附属常葉高等学校（静岡県静岡市葵区）
- 常葉大学附属橘高等学校（静岡県静岡市葵区）
- 常葉大学附属菊川高等学校（静岡県菊川市）

### 中学校
- 常葉大学附属常葉中学校（静岡県静岡市葵区）
- 常葉大学附属橘中学校（静岡県静岡市葵区）
- 常葉大学附属菊川中学校（静岡県菊川市）

### 小学校
- 常葉大学教育学部附属橘小学校（静岡県静岡市葵区）

### 幼稚園
- 常葉大学短期大学部附属とこは幼稚園（静岡県静岡市葵区）
- 常葉大学短期大学部附属たちばな幼稚園（静岡県静岡市葵区）

### その他学校
- 常葉サテライトキャンパス（静岡県静岡市葵区）
- 常葉アクトキャンパス（静岡県浜松市中央区）
- とこはスイミングスクール（静岡県静岡市葵区）

## 施設
- 常葉会館（静岡県静岡市葵区）
- 常葉美術館（静岡県菊川市）
- 常葉大学研修センター（静岡県静岡市葵区）
- 常葉大学浜名湖セミナーハウス（静岡県浜松市中央区）
- 常葉リハビリテーション病院（静岡県浜松市中央区）
- とこは鍼灸接骨院（静岡県浜松市浜名区）

## 歴代理事長
| 代                         | 氏名                       | 在任期間                   | 主要な経歴等                                      |
| 理事長（財団法人常葉学園） | 理事長（財団法人常葉学園） | 理事長（財団法人常葉学園） | 理事長（財団法人常葉学園）                        |
| -------------------------- | -------------------------- | -------------------------- | ------------------------------------------------- |
| 1                          | 木宮泰彦                   | 1948年 - 1950年            | 静岡高等学校教授                                  |
| 理事長（学校法人常葉学園） |                            |                            |                                                   |
| 1                          | 木宮泰彦                   | 1950年 - 1969年            | 同上                                              |
| 2                          | 木宮和彦                   | 1969年 - 2002年            | 学園長、自由民主党参議院議員（2期）、環境政務次官 |
| 3                          | 木宮健二                   | 2002年 - 2017年            | 常葉大学短期大学部学長、静岡大学農学部教授        |
| 理事長（学校法人常葉大学） |                            |                            |                                                   |
| 1                          | 木宮健二                   | 2017年 - （現職）          | 同上                                              |